# Nuits du Sud
 (mai 2019).
Si vous disposez d'ouvrages ou d'articles de référence ou si vous connaissez des sites web de qualité traitant du thème abordé ici, merci de compléter l'article en donnant les références utiles à sa vérifiabilité et en les liant à la section « Notes et références ».
 (janvier 2017).
Nuits du Sud est un festival de musique qui a lieu à Vence aux mois de juillet et août, avec des concerts chaque week-end. Il a été impulsé et dirigé depuis sa création par Teo Saavedra.

## Programmation

### Années 1990

#### 1998
| Date              | Groupe                       | Nationalité         |
| ----------------- | ---------------------------- | ------------------- |
| Samedi 18 juillet | Mi Son                       | Cuba                |
| Samedi 18 juillet | Luis Felipe Gonzales         | Colombie            |
| Samedi 25 juillet | El Hadj N'Diaye              | Sénégal             |
| Samedi 25 juillet | Orchestre national de Barbès | France              |
| Vendredi 7 août   | Raúl Barboza                 | Argentine, Colombie |
| Vendredi 7 août   | Orquesta Aragon              | Cuba                |
| Samedi 8 août     | Mayohuacan                   | Cuba                |
| Samedi 8 août     | Mariana Montalvo             | Chili               |
| Samedi 8 août     | Inti Illimani                | Chili               |
| Vendredi 14 août  | Cyrius                       | Cuba                |
| Vendredi 14 août  | Septeto Turquino             | Cuba                |
| Samedi 15 août    | Ismael Rudas                 | Colombie            |
| Samedi 15 août    | Familia Valera Miranda       | Cuba                |
| Samedi 22 août    | Son 14                       | Cuba                |

#### 1999
| Date                | Groupe                             | Nationalité       |
| ------------------- | ---------------------------------- | ----------------- |
| Vendredi 16 juillet | Recoveco                           | Venezuela         |
| Vendredi 16 juillet | Banda Municipale de Santiago       | Cuba              |
| Vendredi 16 juillet | Jimmy Bosch                        | Porto Rico        |
| Samedi 17 juillet   | Barbara Luna                       | Argentine         |
| Samedi 17 juillet   | Maraca y Otra Vision               | Cuba              |
| Jeudi 22 juillet    | El Changui de Guantanamo           | Cuba              |
| Jeudi 22 juillet    | Neba Solo                          | Mali              |
| Vendredi 23 juillet | Boy Gé Mendès                      | Cap-Vert          |
| Vendredi 23 juillet | Raul Paz                           | Cuba              |
| Samedi 24 juillet   | Ala Dos Namorados                  | Portugal          |
| Samedi 24 juillet   | Septeto Habanero                   | Cuba              |
| Vendredi 30 juillet | Rubén González & Omara Portuondo   | Cuba              |
| Vendredi 30 juillet | Alfredo de la Fé                   | Cuba              |
| Jeudi 5 août        | Jóvenes Clásicos del Son           | Cuba              |
| Jeudi 5 août        | La Banda Los Machos                | Mexique           |
| Vendredi 6 août     | Angel Parra Quinteto               | Chili             |
| Vendredi 6 août     | Radio Tarifa                       | Maroc, Andalousie |
| Samedi 7 août       | Eliades Ochoa y El Cuarteto Patria | Cuba              |
| Samedi 7 août       | Camilio Azuquita                   | Panama            |

### Années 2000

#### 2000
| Date                                                      | Groupe                          | Nationalité         |
| --------------------------------------------------------- | ------------------------------- | ------------------- |
| Jeudi 20 juillet                                          | Zen Zila                        | Algérie             |
| Jeudi 20 juillet                                          | Eliades Ochoa                   | Cuba                |
| Vendredi 21 juillet                                       | Ti Coca                         | Haïti               |
| Vendredi 21 juillet                                       | La Vieja Trova Santiaguera      | Cuba                |
| Samedi 22 juillet                                         | Sexteto Tabala et Cesária Évora | Colombie, Cuba      |
| Vendredi 28 juillet                                       | Bonga                           | Angola              |
| Vendredi 28 juillet                                       | Sawt el Atlas                   | Maroc               |
| Vendredi 28 juillet                                       | Ruben Blades                    | Panama              |
| Samedi 29 juillet (Soirée retransmise en direct sur Arte) | Cristina Branco                 | Portugal            |
| Samedi 29 juillet (Soirée retransmise en direct sur Arte) | Mama Sissoko                    | Mali                |
| Samedi 29 juillet (Soirée retransmise en direct sur Arte) | Orishas                         | Cuba                |
| Jeudi 3 août                                              | Danyel Waro                     | France (La Réunion) |
| Jeudi 3 août                                              | Candido Fabre                   | Cuba                |
| Vendredi 4 août                                           | Zamballarana                    | France (Corse)      |
| Vendredi 4 août                                           | Jorge Ben Jor                   | Brésil              |
| Samedi 5 août (Fiesta gratuite)                           | Chispa y los Complices          | Cuba                |
| Jeudi 10 août                                             | Nura                            | Italie              |
| Jeudi 10 août                                             | Tito Paris                      | Cap-Vert            |
| vendredi 11 août                                          | Rabah Asma Alnim                | Algérie (Kabylie)   |
| vendredi 11 août                                          | Yuri Buenaventura               | Colombie            |
| Samedi 12 août                                            | Juan Carmona                    | Espagne             |
| Samedi 12 août                                            | Anacaona                        | Cuba                |

#### 2001
| Date                          | Groupe                                              | Nationalité                             |
| ----------------------------- | --------------------------------------------------- | --------------------------------------- |
| Jeudi 19 juillet              | Karpatz                                             | Roumanie                                |
| Jeudi 19 juillet              | Faudel                                              | France                                  |
| Vendredi 20 juillet           | Françoise Atlan et L'Orchestre Arabo-Andalou de Fez | France, Maroc                           |
| Vendredi 20 juillet           | Ismaël Lô                                           | Sénégal                                 |
| Samedi 21 juillet             | Melina Kana et Issac Delgado                        | Grèce, Cuba                             |
| Jeudi 26 juillet              | Mariana Montalvo                                    | Chili                                   |
| Jeudi 26 juillet              | Addys D'Mercedes                                    | Colombie                                |
| Vendredi 27 juillet           | Avion Travel                                        | Italie                                  |
| Vendredi 27 juillet           | Bonga                                               | Angola                                  |
| Samedi 28 juillet             | Cuarteto Cedron                                     | Argentine                               |
| Samedi 28 juillet             | Toto la Momposina                                   | Cap-Vert                                |
| Jeudi 2 août(Fiesta gratuite) | Sonora de la Calle                                  | Cuba                                    |
| Jeudi 2 août(Fiesta gratuite) | Tedaïn Tek                                          | France                                  |
| Jeudi 2 août(Fiesta gratuite) | L'Armoire de J.Migoya                               | France, Argentine                       |
| Jeudi 2 août(Fiesta gratuite) | Banditaliana                                        | Italie                                  |
| Jeudi 2 août(Fiesta gratuite) | Lo Cepon                                            |                                         |
| Vendredi 3 août               | Rezerv                                              | France, Algérie, République dominicaine |
| Vendredi 3 août               | Oscar D'Leon                                        | Venezuela                               |
| Jeudi 9 août                  | Fania                                               | Sénégal                                 |
| Jeudi 9 août                  | NG La Banda                                         | Cuba                                    |
| Vendredi 10 août              | Maria Alice                                         | Cap-Vert                                |
| Vendredi 10 août              | Septeto Nacional Ignacio Pineiro                    | Cuba                                    |
| Samedi 11 août                | Soledad Bravo                                       | Venezuela                               |
| Samedi 11 août                | Eliades Ochoa y el Cuarteto Patria                  | Cuba                                    |

#### 2002
| Date                | Groupe                | Nationalité |
| ------------------- | --------------------- | ----------- |
| Vendredi 19 juillet | Soledad Bravo         | Venezuela   |
| Vendredi 19 juillet | Bernard Lavilliers    | France      |
| Samedi 20 juillet   | Tania Libertad        | Pérou       |
| Samedi 20 juillet   | Dona Ivone Lara       | Brésil      |
| Vendredi 26 juillet | Eva Ayllón            | Pérou       |
| Vendredi 26 juillet | Manolito y su Trabuco | Cuba        |
| Samedi 27 juillet   | Omar Sosa             | Cuba        |
| Samedi 27 juillet   | Cheb Mami             | Algérie     |
| Vendredi 2 août     | Lila Downs            | Mexique     |
| Vendredi 2 août     | Sergent Garcia        | France      |
| Vendredi 9 août     | Canela                | Cuba        |
| Vendredi 9 août     | Cesária Évora         | Cap-Vert    |
| Samedi 10 août      | Caravan Serail        | France      |
| Samedi 10 août      | Huracan Mambo Chambo  | Cuba        |
| Jeudi 15 août       | Cool Crooners         | Zimbabwe    |
| Jeudi 15 août       | Ray Barretto          | Porto Rico  |
| Vendredi 16 août    | Zuco 103              | Brésil      |
| Vendredi 16 août    | Idrissa Diop          | Sénégal     |
| Samedi 17 août      | Juan Carlos Cáceres   | Argentine   |
| Samedi 17 août      | Orquesta Aragón       | Cuba        |

#### 2003
| Date                | Groupe                                           | Nationalité                   |
| ------------------- | ------------------------------------------------ | ----------------------------- |
| Vendredi 11 juillet | Minino Garay et Les Tambours du Sud              | Argentine                     |
| Vendredi 11 juillet | Johnny Clegg                                     | Afrique du Sud                |
| Samedi 12 juillet   | Sin Palabras                                     | Cuba                          |
| Samedi 12 juillet   | Jamaïca All Stars                                | Jamaïque                      |
| Vendredi 18 juillet | Juan Carmona et L'Orchestre de l'Opéra de Toulon | Espagne, France               |
| Vendredi 18 juillet | Idir                                             | Algérie (Kabylie)             |
| Samedi 19 juillet   | Raul Paz                                         | Cuba                          |
| Samedi 19 juillet   | Jacques Higelin                                  | France                        |
| Vendredi 25 juillet | Dj Dolorès et Orchestra Santa Massa              | Brésil                        |
| Vendredi 25 juillet | Daniela Mercury                                  | Brésil                        |
| Samedi 26 juillet   | Jaleo et Louis Winsberg                          | France                        |
| Samedi 26 juillet   | Eddie Palmieri                                   | États-Unis, Porto Rico        |
| Vendredi 1er août   | Clave y Guaguanco                                | Cuba                          |
| Vendredi 1er août   | Plena Libre                                      | Porto Rico                    |
| Jeudi 7 août        | Azucar Negra                                     | Cuba                          |
| Jeudi 7 août        | Barbarito Torres (de Buena Vista Social Club)    | Cuba                          |
| Vendredi 8 août     | Massilia Sound System                            | France                        |
| Vendredi 8 août     | Manu Dibango et Ray Lema                         | Cameroun, République du Congo |
| Samedi 9 août       | Pierre Vassiliu                                  | France                        |
| Samedi 9 août       | José Alberto El Canario                          | République dominicaine        |

#### 2004
| Date                | Groupe               | Nationalité            |
| ------------------- | -------------------- | ---------------------- |
| Vendredi 9 juillet  | Antonio Rivas        | Colombie               |
| Vendredi 9 juillet  | Robert Charlebois    | Canada                 |
| Samedi 10 juillet   | El Conjunto Massalia | France                 |
| Samedi 10 juillet   | Sam Mangwana         | République du Congo    |
| Vendredi 16 juillet | Recoveco             | Venezuela              |
| Vendredi 16 juillet | Tarmac               | France                 |
| Samedi 17 juillet   | Carlos Maza          | Chili                  |
| Samedi 17 juillet   | Omara Portuondo      | Cuba                   |
| Vendredi 23 juillet | Katia Guerreiro      | Portugal               |
| Vendredi 23 juillet | Tryo                 | France                 |
| Samedi 24 juillet   | A Filetta            | France (Corse)         |
| Samedi 24 juillet   | Cuco Valoy           | République dominicaine |
| Vendredi 30 juillet | Ba Cissoko           | Guinée                 |
| Vendredi 30 juillet | Eliades Ochoa        | Cuba                   |
| Jeudi 5 août        | Bembeya Jazz         | Guinée                 |
| Jeudi 5 août        | Sergent Garcia       | France                 |
| Vendredi 6 août     | Inti Illimani        | Chili                  |
| Vendredi 6 août     | Lénine               | Brésil                 |
| Samedi 7 août       | Susheela Raman       | Angleterre, Inde       |
| Samedi 7 août       | Africando            | République du Congo    |

#### 2005
| Date                | Groupe                                      | Nationalité         |
| ------------------- | ------------------------------------------- | ------------------- |
| Vendredi 15 juillet | Revista Do Samba                            | Brésil              |
| Vendredi 15 juillet | Yuri Buenaventura                           | Colombie            |
| Samedi 16 juillet   | David Murray and The Gwo-Ka Master "Gwotet" | États-Unis          |
| Samedi 16 juillet   | Noa Trio et Quartet Solis                   | Israël              |
| Vendredi 22 juillet | Ángel Parra Quintet                         | Chili               |
| Vendredi 22 juillet | CharlÉlie Couture                           | France              |
| Samedi 23 juillet   | Diego el Cigala                             | Espagne             |
| Samedi 23 juillet   | Asere                                       | Cuba                |
| Vendredi 29 juillet | Ilene Barnes                                | États-Unis          |
| Vendredi 29 juillet | Matmatah                                    | France              |
| Samedi 30 juillet   | Totonho & Os Cabra                          | Brésil              |
| Samedi 30 juillet   | Sierra Maestra                              | Cuba                |
| Vendredi 5 août     | El bicho                                    | Espagne             |
| Vendredi 5 août     | Maraca                                      | Cuba                |
| Jeudi 11 août       | William Vivanco                             | Cuba                |
| Jeudi 11 août       | Mano Solo                                   | France              |
| Vendredi 12 août    | Dobet Gnahore                               | Côte d'Ivoire       |
| Vendredi 12 août    | Vocal Sampling                              | Cuba                |
| Samedi 13 août      | Lokua Kanza                                 | République du Congo |
| Samedi 13 août      | Afro Cuban All Stars                        | Cuba                |

#### 2006
| Date                | Groupe                              | Nationalité |
| ------------------- | ----------------------------------- | ----------- |
| Samedi 15 juillet   | Tcheka                              | Cap-Vert    |
| Samedi 15 juillet   | Enrico Macias                       | France      |
| Vendredi 21 juillet | Mastaya                             | France      |
| Vendredi 21 juillet | Maxime Le Forestier                 | France      |
| Vendredi 21 juillet | James Blood Ulmer et Vernon Reid    | États-Unis  |
| Samedi 22 juillet   | Caligagan                           | Suède       |
| Samedi 22 juillet   | Yasmin Levy                         | Israël      |
| Samedi 22 juillet   | Sonora Universal                    | Cuba        |
| Vendredi 28 juillet | Yusa                                | Cuba        |
| Vendredi 28 juillet | Gage                                | Canada      |
| Samedi 29 juillet   | Cibelle                             | Brésil      |
| Samedi 29 juillet   | Natacha Atlas                       | Égypte      |
| Vendredi 4 août     | Titi Robin                          | France      |
| Vendredi 4 août     | Issac Delgado                       | Cuba        |
| Vendredi 11 août    | Minino Garay et Les Tambours du Sud | Argentine   |
| Vendredi 11 août    | Mory Kanté                          | Guinée      |
| Samedi 12 août      | Brazilian Girls                     | États-Unis  |
| Samedi 12 août      | Louis Bertignac                     | France      |
| Vendredi 18 août    | Amparanoïa                          | Espagne     |
| Vendredi 18 août    | Rachid Taha                         | Algérie     |
| Samedi 19 août      | Akli D                              | Algérie     |
| Samedi 19 août      | Orquesta Aragon                     | Cuba        |

#### 2007
| Date                | Groupe                                   | Nationalité    |
| ------------------- | ---------------------------------------- | -------------- |
| Vendredi 20 juillet | Dobacaracol                              | Canada         |
| Vendredi 20 juillet | Faudel                                   | France         |
| Samedi 21 juillet   | Victoria Abril                           | Espagne        |
| Samedi 21 juillet   | Los Van Van                              | Cuba           |
| Vendredi 27 juillet | Rokia Traoré                             | Mali           |
| Vendredi 27 juillet | Touré Kunda                              | Sénégal        |
| Samedi 28 juillet   | Mamani Keita et Nicolas Repac            | Mali, France   |
| Samedi 28 juillet   | Seun Kuti et Egypt 80                    | Nigeria        |
| Vendredi 3 août     | Media Banda                              | Chili          |
| Vendredi 3 août     | Cesária Évora                            | Cap-Vert       |
| Jeudi 9 août        | Johnny Clegg                             | Afrique du Sud |
| Jeudi 9 août        | Beat Assailant                           | États-Unis     |
| Vendredi 10 août    | Gocoo                                    | Japon          |
| Vendredi 10 août    | Sergent Garcia                           | France         |
| Samedi 11 août      | Burhan Öçal & Istanbul Oriental Ensemble | Turquie        |
| Samedi 11 août      | Kokolo                                   | États-Unis     |
| Vendredi 17 août    | Pedro Luis Ferrer                        | Cuba           |
| Vendredi 17 août    | Perle Lama                               | France         |
| Samedi 18 août      | Keith B. Brown                           | États-Unis     |
| Samedi 18 août      | La Charanga Habanera                     | Cuba           |

#### 2008
| Date                | Groupe                                                         | Nationalité            |
| ------------------- | -------------------------------------------------------------- | ---------------------- |
| Vendredi 11 juillet | Moriarty                                                       | États-Unis             |
| Vendredi 11 juillet | Salif Keita                                                    | Mali                   |
| Samedi 12 juillet   | Santos Chillemi Quartet                                        | Argentine              |
| Samedi 12 juillet   | Ramiro Musotto                                                 | Brésil                 |
| Samedi 12 juillet   | Orchestre national de Barbès                                   | Algérie, France, Maroc |
| Vendredi 18 juillet | Nilda Fernandez                                                | France                 |
| Vendredi 18 juillet | Goran Bregovic et l'orchestre des mariages et des enterrements | Serbie                 |
| Samedi 19 juillet   | Alvaro Bello Quintet                                           | Chili                  |
| Samedi 19 juillet   | Dee Dee Bridgewater A Malian Journey                           | États-Unis             |
| Samedi 19 juillet   | La 33                                                          | Colombie               |
| Vendredi 25 juillet | Richard Galliano Tangaria Quartet                              | France                 |
| Vendredi 25 juillet | Angélique Kidjo                                                | Bénin                  |
| Samedi 26 juillet   | Dominique Fillon Quartet                                       | France                 |
| Samedi 26 juillet   | Vanessa da Mata                                                | Brésil                 |
| Samedi 26 juillet   | Jimmy Cliff                                                    | Jamaïque               |
| Jeudi 31 juillet    | Les Maîtres Tambours du Burundi                                | Burundi                |
| Jeudi 31 juillet    | Magic System                                                   | Côte d'Ivoire          |
| Vendredi 1er août   | Orchestra Baobab                                               | Sénégal                |
| Vendredi 1er août   | Sinsemilia                                                     | France                 |
| Jeudi 7 août        | Les Squatters                                                  | France                 |
| Jeudi 7 août        | Nortec Collective                                              | Mexique                |
| Jeudi 7 août        | Stephan Eicher                                                 | Suisse                 |
| Vendredi 8 août     | Buika                                                          | Espagne                |
| Vendredi 8 août     | Omara Portuondo et le Buena Vista Social Club                  | Cuba                   |
| Samedi 9 août       | Aronas                                                         | Nouvelle-Zélande       |
| Samedi 9 août       | Ska Cubano                                                     | Cuba                   |
| Samedi 9 août       | NG La Banda                                                    | Cuba                   |

#### 2009
| Date                | Groupe                                                      | Nationalité       |
| ------------------- | ----------------------------------------------------------- | ----------------- |
| Vendredi 10 juillet | Novalima                                                    | Pérou             |
| Vendredi 10 juillet | Kassav'                                                     | France            |
| Samedi 11 juillet   | Kristin Asbjørnsen                                          | Norvège           |
| Samedi 11 juillet   | Gilberto Gil                                                | Brésil            |
| Samedi 11 juillet   | Shantel & Bucovina Club Orkestar                            | Allemagne         |
| Vendredi 17 juillet | Bajofondo                                                   | Argentine         |
| Vendredi 17 juillet | Yuri Buenaventura                                           | Colombie          |
| Samedi 18 juillet   | Carlos Mazza                                                | Chili             |
| Samedi 18 juillet   | Grand Corps Malade                                          | France            |
| Samedi 18 juillet   | Laxula                                                      | Espagne           |
| Vendredi 24 juillet | Anthony Joseph & the Spasm Band                             | Trinité-et-Tobago |
| Vendredi 24 juillet | Alpha Blondy and The Solar System                           | Côte d'Ivoire     |
| Samedi 25 juillet   | Cantaro                                                     | Chili             |
| Samedi 25 juillet   | Melingo                                                     | Argentine         |
| Samedi 25 juillet   | Murray Head                                                 | Angleterre        |
| Jeudi 30 juillet    | Roy Paci & Aretuska                                         | Italie            |
| Jeudi 30 juillet    | Pascale Picard Band                                         | Canada            |
| Vendredi 31 juillet | Juan Carmona & Dominique Fillon                             | France            |
| Vendredi 31 juillet | Khaled                                                      | Algérie           |
| Jeudi 6 août        | Avishai Cohen                                               | Israël            |
| Jeudi 6 août        | Milton Nascimento et Les frères Stéphane et Lionel Belmondo | Brésil, France    |
| Vendredi 7 août     | Lura                                                        | Cap-Vert          |
| Vendredi 7 août     | Maraca et Cándido Fabré                                     | Cuba              |
| Samedi 8 août       | Terez Montcalm                                              | Canada            |
| Samedi 8 août       | Amadou et Mariam                                            | Mali              |

### Années 2010

#### 2010
| Date                | Groupe                                   | Nationalité               |
| ------------------- | ---------------------------------------- | ------------------------- |
| Jeudi 8 juillet     | Suzanne Vega                             | États-Unis                |
| Jeudi 8 juillet     | Youssou N’Dour                           | Sénégal                   |
| Vendredi 9 juillet  | Natacha Atlas                            | Belgique                  |
| Vendredi 9 juillet  | Omar Pène                                | Sénégal                   |
| Vendredi 16 juillet | Mickey 3D                                | France                    |
| Vendredi 16 juillet | Le Peuple de l'Herbe                     | France                    |
| Samedi 17 juillet   | Los Angeles Crenshaw Gospel Choir        | États-Unis                |
| Samedi 17 juillet   | Ben l’Oncle Soul                         | France                    |
| Jeudi 22 juillet    | Shibusa Shirazu Orchestra                | Japon                     |
| Jeudi 22 juillet    | Toots and the Maytals                    | Jamaïque                  |
| Vendredi 23 juillet | Bibi Tanga and The Selenites             | République centrafricaine |
| Samedi 24 juillet   | Johnny Clegg (Afrique du Sud)            | Afrique du Sud            |
| Jeudi 29 juillet    | Axelle Red                               | Belgique                  |
| Vendredi 30 juillet | Chico Trujillo                           | Chili                     |
| Vendredi 30 juillet | Rokia Traoré                             | Mali                      |
| Jeudi 5 août        | Baaba Maal                               | Sénégal                   |
| Jeudi 5 août        | Luz Casal                                | Espagne                   |
| Vendredi 6 août     | Asere                                    | Cuba                      |
| Vendredi 6 août     | George Clinton and Parliament Funkadelic | États-Unis                |
| Samedi 7 août       | Grupo Fantasma                           | États-Unis                |
| Samedi 7 août       | Raul Paz                                 | Cuba                      |

#### 2011
| Date                | Groupe                                      | Nationalité               |
| ------------------- | ------------------------------------------- | ------------------------- |
| Jeudi 7 juillet     | Jaqee                                       | Ouganda                   |
| Jeudi 7 juillet     | Gotan Project                               | Argentine, France, Suisse |
| Vendredi 8 juillet  | Yael Naim                                   | France, Israël            |
| Samedi 9 juillet    | Jehro                                       | France                    |
|                     | Max Romeo                                   | Jamaïque                  |
| Vendredi 15 juillet | Calypso Rose                                | Trinité-et-Tobago         |
|                     | Zazie                                       | France                    |
| Samedi 16 juillet   | Juana Fe                                    | Chili                     |
| Samedi 16 juillet   | Afrocubism                                  | Cuba, Mali                |
| Jeudi 21 juillet    | Mayra Andrade                               |                           |
| Jeudi 21 juillet    | Femi Kuti and The Positive Force            | Nigeria                   |
| Vendredi 22 juillet | Aziz Sahmaoui and The university of Gwana   | France, Maroc             |
| Vendredi 22 juillet | Israel Vibration                            | Jamaïque                  |
| Samedi 23 juillet   | Luisa Maita                                 | Brésil                    |
| Samedi 23 juillet   | Staff Benda Bilili                          | République du Congo       |
| Jeudi 28 juillet    | Renegades Steel Orchestra                   | Trinité-et-Tobago         |
| Jeudi 28 juillet    | Emir Kusturica and the No smoking orchestra | Serbie                    |
| Jeudi 28 juillet    | Manouchka Orkestär                          | France                    |
| Vendredi 29 juillet | Blue King Brown                             | Australie                 |
| Vendredi 29 juillet | Spanish Harlem Orchestra                    | États-Unis                |
| Jeudi 4 août        | Louis Chedid                                | France                    |
| Jeudi 4 août        | Celso Piña                                  | Mexique                   |
| Vendredi 5 août     | Zao                                         | République du Congo       |
| Vendredi 5 août     | Juan de Marcos Afro-Cuban All-Stars         | Cuba                      |
| Samedi 6 août       | Tribeqa                                     | France                    |
| Samedi 6 août       | Magic System                                | Côte d'Ivoire             |

#### 2012
| Date                | Groupe                                                                | Nationalité         |
| ------------------- | --------------------------------------------------------------------- | ------------------- |
| Jeudi 12 juillet    | Les P'tits Gars Laids                                                 | France              |
| Jeudi 12 juillet    | Charles Pasi                                                          | France              |
| Jeudi 12 juillet    | Corneille                                                             | Canada              |
| Vendredi 13 juillet | David Peña Dorantes et Joaquin Grilo                                  | Espagne             |
| Vendredi 13 juillet | Ayọ                                                                   | Allemagne           |
| Jeudi 19 juillet    | Jupiter & Okwess International                                        | République du Congo |
| Jeudi 19 juillet    | Earth, Wind and Fire Experience feat Al McKay Allstars                | États-Unis          |
| Vendredi 20 juillet | Boubacar Traore                                                       | Mali                |
| Vendredi 20 juillet | Luz Casal                                                             | Espagne             |
| Samedi 21 juillet   | Imany                                                                 | France              |
| Samedi 21 juillet   | Linton Kwesi Johnson                                                  | Angleterre          |
| Mercredi 25 juillet | Jours du Sud                                                          |                     |
| Jeudi 26 juillet    | Jarabe de Palo                                                        | Espagne             |
| Jeudi 26 juillet    | Camille                                                               | France              |
| Vendredi 27 juillet | Raul Midon                                                            | États-Unis          |
| Vendredi 27 juillet | Les Têtes Raides                                                      | France              |
| Samedi 28 juillet   | Third World                                                           | Jamaïque            |
| Samedi 28 juillet   | Calle 13                                                              | Porto Rico          |
| Jeudi 2 août        | Gocoo                                                                 | Japon               |
| Jeudi 2 août        | Kid Creole and the Coconuts                                           | États-Unis          |
| Vendredi 3 août     | Hugh Masekela                                                         | Afrique du Sud      |
| Vendredi 3 août     | Catherine Ringer                                                      | France              |
| Jeudi 9 août        | El Gusto                                                              | Algérie, France     |
| Jeudi 9 août        | Bonga Kuenda                                                          | Angola              |
| Vendredi 10 août    | Marta Gómez                                                           | Colombie            |
| Vendredi 10 août    | Jamaican Legends avec Ernest Ranglin, Monty Alexander, Sly and Robbie | Jamaïque            |
| Samedi 11 août      | Poly Rythmo                                                           | Bénin               |
| Samedi 11 août      | Manu Dibango                                                          | Cameroun            |

#### 2013
| Date                | Groupe                                                         | Nationalité         |
| ------------------- | -------------------------------------------------------------- | ------------------- |
| Vendredi 12 juillet | FM Laeti                                                       | France (Guadeloupe) |
| Vendredi 12 juillet | Zucchero                                                       | Italie              |
| Samedi 13 juillet   | Minino Garay et Les Tambours du sud                            | Argentine           |
| Samedi 13 juillet   | Amadou et Mariam                                               | Mali                |
| Mercredi 17 juillet | Le jour du sud et les artistes                                 |                     |
| Jeudi 18 juillet    | Rocío Márquez                                                  | Espagne             |
| Jeudi 18 juillet    | Patti Smith and her band                                       | États-Unis          |
| Vendredi 19 juillet | Lizz Wright                                                    | États-Unis          |
| Vendredi 19 juillet | La Grande Sophie                                               | France              |
| Samedi 20 juillet   | Gianmaria Testa                                                | Italie              |
| Samedi 20 juillet   | Cali                                                           | France              |
| Mercredi 24 juillet | Le jour du Sud pour tous                                       |                     |
| Jeudi 25 juillet    | La 33                                                          | Colombie            |
| Jeudi 25 juillet    | Popa Chubby                                                    | États-Unis          |
| Vendredi 26 juillet | Lo Griyo                                                       | France (La Réunion) |
| Vendredi 26 juillet | Flavia Coelho                                                  | Brésil              |
| Vendredi 26 juillet | Salif Keïta                                                    | Mali                |
| Samedi 27 juillet   | Warsaw Village Band                                            | Pologne             |
| Samedi 27 juillet   | Amparo Sanchez                                                 | Espagne             |
| Samedi 27 juillet   | Deluxe                                                         | France              |
| Jeudi 1er août      | Nina Attal                                                     | France              |
| Jeudi 1er août      | Chic feat Nile Rodgers                                         | États-Unis          |
| Vendredi 2 août     | Rachid Taha                                                    | Algérie             |
| Vendredi 2 août     | Batucada Sound Machine                                         | Nouvelle-Zélande    |
| Jeudi 8 août        | Riff Cohen                                                     | Israël              |
| Jeudi 8 août        | Groundation                                                    | États-Unis          |
| Vendredi 9 août     | Taj Mahal                                                      | États-Unis          |
| Vendredi 9 août     | Goran Bregovic et l'orchestre des mariages et des enterrements | Serbie              |
| Samedi 10 août      | 77 Bombay Street                                               | Suisse              |
| Samedi 10 août      | Malavoi                                                        | France (Martinique) |

#### 2014[3],[4],[5]
| Date                | Groupe                                                                                   | Nationalité          |
| ------------------- | ---------------------------------------------------------------------------------------- | -------------------- |
| Vendredi 11 juillet | Garland Jeffreys                                                                         | États-Unis           |
| Vendredi 11 juillet | Thomas Dutronc                                                                           | France               |
| Samedi 12 juillet   | Yodelice                                                                                 | France               |
| Samedi 12 juillet   | Bernard Lavilliers                                                                       | France               |
| Jeudi 17 juillet    | Sabina                                                                                   | Italie               |
| Jeudi 17 juillet    | Alborosie & Shengen Clan                                                                 | Italie               |
| Vendredi 18 juillet | Z-Star                                                                                   | Royaume-Uni          |
| Vendredi 18 juillet | Pink Martini                                                                             | États-Unis           |
| Samedi 19 juillet   | Jonny Lang                                                                               | États-Unis           |
| Samedi 19 juillet   | Cumbia All Stars                                                                         | États-Unis           |
| Jeudi 24 juillet    | Maya Kamaty                                                                              | France (Réunion)     |
| Jeudi 24 juillet    | Plaza Francia, Catherine Ringer (Rita Mitsouko) chante Müller & Makaroff (Gotan Project) | France               |
| Vendredi 25 juillet | Cimarron                                                                                 | Colombie             |
| Vendredi 25 juillet | Gaëtan Roussel                                                                           | France               |
| Samedi 26 juillet   | Irma                                                                                     | France, Cameroun     |
| Samedi 26 juillet   | The Wailers                                                                              | Jamaïque             |
| Jeudi 31 juillet    | HollySiz                                                                                 | France               |
| Jeudi 31 juillet    | Bootsy Collins                                                                           | États-Unis           |
| Vendredi 1er août   | Herencia De Timbiqui                                                                     | Colombie             |
| Vendredi 1er août   | America                                                                                  | Royaume-Uni          |
| Jeudi 7 août        | Gaby Moreno                                                                              | Guatemala            |
| Jeudi 7 août        | Ester Rada                                                                               | Israël               |
| Jeudi 7 août        | Winston McAnuff & Fixi                                                                   | Jamaïque             |
| Vendredi 8 août     | La Yegros                                                                                | Argentine            |
| Vendredi 8 août     | IAM                                                                                      | France               |
| Samedi 9 août       | Rivière noire                                                                            | France, Brésil, Mali |
| Samedi 9 août       | Kassav'                                                                                  | France (Martinique)  |

#### 2015[6],[7]
| Date                | Groupe                      | Nationalité   |
| ------------------- | --------------------------- | ------------- |
| Jeudi 9 juillet     | Beth Hart                   | États-Unis    |
| Jeudi 9 juillet     | Jimmy Cliff                 | Jamaïque      |
| Vendredi 10 juillet | Natalia Doco                | Argentine     |
| Vendredi 10 juillet | Milky Chance                | Allemagne     |
| Samedi 11 juillet   | Maceo Parker                | États-Unis    |
| Samedi 11 juillet   | Yuri Buenaventura           | Colombie      |
| Dimanche 12 juillet | Daby Touré                  | Mauritanie    |
| Jeudi 16 juillet    | Mario Biondi                | Italie        |
| Jeudi 16 juillet    | Charlie Winston             | États-Unis    |
| Vendredi 17 juillet | Hubert Félix Thiéfaine      | France        |
| Vendredi 17 juillet | Zebda                       | France        |
| Samedi 18 juillet   | Ayo                         | Allemagne     |
| Samedi 18 juillet   | Imagination Feat. Leee John | Royaume-Uni   |
| Dimanche 19 juillet | Awa Ly                      | France        |
| Jeudi 23 juillet    | Souad Massi                 | Algérie       |
| Jeudi 23 juillet    | Joan Baez                   | États-Unis    |
| Vendredi 24 juillet | Arthur H                    | France        |
| Vendredi 24 juillet | Tiken Jah Fakoly            | Côte d'Ivoire |
| Samedi 25 juillet   | Lindigo                     | France        |
| Samedi 25 juillet   | Magic System                | Côte d'Ivoire |

#### 2016
| Date                | Groupe                                    | Nationalité   |
| ------------------- | ----------------------------------------- | ------------- |
| Jeudi 7 juillet     | Cock Robin                                | États-Unis    |
| Jeudi 7 juillet     | Zaz                                       | France        |
| Vendredi 8 juillet  | Bachar Mar-Khalifé                        | Liban         |
| Vendredi 8 juillet  | Massilia Sound System                     | France        |
| Samedi 9 juillet    | Imany                                     | France        |
| Samedi 9 juillet    | Cris Cab                                  | États-Unis    |
| Mardi 12 juillet    | Oum                                       | Maroc         |
| Jeudi 14 juillet    | Saodaj'                                   | France        |
| Jeudi 14 juillet    | Grand Corps Malade                        | France        |
| Jeudi 14 juillet    | The Christians                            | Royaume-Uni   |
| Vendredi 15 juillet | Yilian Cañizares                          | Cuba          |
| Vendredi 15 juillet | Salvatore Adamo                           | Italie        |
| Vendredi 15 juillet | Elio Revé y su Charangón                  | Cuba          |
| Samedi 16 juillet   | Söndörgő                                  | Hongrie       |
| Samedi 16 juillet   | Alpha Blondy & The Solar System           | Côte d'Ivoire |
| Dimanche 17 juillet | Tiganá Santana                            | Brésil        |
| Mardi 18 juillet    | Light in Babylon                          | Turquie       |
| Mercredi 19 juillet | Alejandra Ribera                          | Canada        |
| Jeudi 21 juillet    | TheAngelcy                                | Israël        |
| Jeudi 21 juillet    | Ibeyi                                     | France        |
| Jeudi 21 juillet    | AaRON                                     | France        |
| Vendredi 22 juillet | El Gato Negro                             | France        |
| Vendredi 22 juillet | Bob Sinclar                               | France        |
| Samedi 23 juillet   | Uriel Herman Quartet                      | Israël        |
| Samedi 23 juillet   | Omara Portuondo & Diego El Cigala 85 TOUR | Cuba, Espagne |
| Samedi 23 juillet   | Faada Freddy                              | Sénégal       |

#### 2017
| Date                | Groupe                                                         | Nationalité         |
| ------------------- | -------------------------------------------------------------- | ------------------- |
| Jeudi 6 juillet     | Ky-Mani Marley                                                 | Jamaïque            |
| Jeudi 6 juillet     | Olivia Ruiz                                                    | France              |
| Vendredi 7 juillet  | Jupiter & Okwess                                               | République du Congo |
| Vendredi 7 juillet  | Peter Doherty                                                  | Royaume-Uni         |
| Samedi 8 juillet    | Harel Shachal & The Ottomans                                   |                     |
| Samedi 8 juillet    | Goran Bregović et l’Orchestre des mariages et des enterrements |                     |
| Jeudi 13 juillet    | Black String                                                   |                     |
| Jeudi 13 juillet    | Noa                                                            | Israël              |
| Jeudi 13 juillet    | The Original Blues Brothers Band                               |                     |
| Samedi 15 juillet   | Julian Perretta                                                | Royaume-Uni         |
| Samedi 15 juillet   | Inna De Yard                                                   | Jamaïque            |
| Jeudi 20 juillet    | Madame Monsieur                                                | France              |
| Jeudi 20 juillet    | Morgane Ji                                                     |                     |
| Jeudi 20 juillet    | Alpha Blondy & The Solar System                                | Côte d'Ivoire       |
| Vendredi 21 juillet | Marta Ren & The Groovelvets                                    |                     |
| Vendredi 21 juillet | The Christians                                                 | Royaume-Uni         |
| Vendredi 21 juillet | Keziah Jones                                                   | Nigeria             |
| Samedi 22 juillet   | Céu                                                            | Brésil              |
| Samedi 22 juillet   | Tryo                                                           | France              |
| Jeudi 27 juillet    | Broken Back                                                    | France              |
| Jeudi 27 juillet    | Møme                                                           | France              |
| Vendredi 28 juillet | Eliades Ochoa                                                  | Cuba                |
| Vendredi 28 juillet | Slimane                                                        | France              |
| Samedi 29 juillet   | Asere                                                          | Cuba                |
| Samedi 29 juillet   | Gérald de Palmas                                               | France              |

#### 2018
| Date       | Groupe                                | Nationalité    |
| ---------- | ------------------------------------- | -------------- |
| 19 juillet | Gaël Faure                            | France         |
| 19 juillet | Pierre Souchon & Alain Souchon        | France         |
| 20 juillet | Jude Todd                             | France         |
| 20 juillet | Kyo                                   | France         |
| 21 juillet | Kristel                               | Madagascar     |
| 21 juillet | Alonzo                                | France         |
| 26 juillet | Luz Casal                             | Espagne        |
| 26 juillet | Havana Meets Kingston                 | Cuba, Jamaïque |
| 27 juillet | Roberto Fonseca                       | Cuba           |
| 27 juillet | Feu! Chatterton                       | France         |
| 28 juillet | Imarhan                               | Algérie        |
| 28 juillet | Trust                                 | France         |
| 2 août     | Alsarah & The Nubatones               | Soudan         |
| 2 août     | Al McKay's Earth Wind Fire Experience | États-Unis     |
| 3 août     | Julian Marley & The Uprising          | Royaume-Uni    |
| 3 août     | Sergent Garcia                        | France         |

### Années 2020

#### 2023
vendredi 28 juillet : Manudigital Feat Caporal Negus, Brain Damage, Mariaa Siga, Mas Kit
samedi 29 juillet : Pfel & Greem (C2C), Alligatorz, Adrï, Jude Todd